# Еклоз-Бадіньєр
Еклоз-Бадіньєр (фр. Eclose-Badinières) — муніципалітет у Франції, у регіоні Овернь-Рона-Альпи, департамент Ізер. Еклоз-Бадіньєр утворено 1 січня 2015 року шляхом злиття муніципалітетів Еклоз i Бадіньєр. Населення — 1487 осіб (01.01.2021).